# 커터 가르시아
커터 가르시아(Cutter Garcia, 1975년 5월 9일 ~ )는 미국의 성우, 텔레비전 배우이다.
말버러에서 태어났다.

## 영화
- 돈트 피드 더 애니멀스 (2011년) - 스티브 건더 역
- 래쳇 & 크랭크 퓨쳐: 어 크랙 인 타임 (2009년)
- 천원돌파 그렌라간 - 시리즈 (2007년)
- 한나 몬타나 (2006년)
- 라스베가스 (2003년)